# Transformers: Cyberverse
A Transformers: Cyberverse 2018 és 2021 között vetített amerikai-ír televíziós 2D-s számítógépes animációs akciósorozat, amelyet Robert Cullen, Ehud Landsberg és Jean Texier rendeztek. Transformers: Prime és Transformers: Robots in Disguise ellentétében külön univerzumban játszódik és több szereplő, például Optimus Prime-on Bumblebee-n és Windblade-en kivül Grimlock, Blurr, Ratchet, Arcee és Wheeljack az Álcák közül Megatron, Starscream, Soundwave és Shockwave is feltűnik a Prime Univerzum-ból. Amerikában 2018. szeptember 1-én, Magyarországon 2018. október 27-én mutatta be a Cartoon Network.

## Ismertető
Az Autobotok és Álcák végtelennek tűnő csatája folytatódik.
Ebben a történetben Bumblebee a Földön találja magát a megsérült emlékeivel együtt. Ahogyan az autobot megpróbálja visszanyerni az emlékeit és kideríteni, hogy mit keres egy idegen bolygón, lassan eszébe jutnak az utolsó emlékei a Cybertronon, ahol Álcákkal küzdött, többek közt Megatronnal és Starscreammel. Bumblebee emlékezetkiesésben szenved, de Windblade a segítségére siet: helyrehozza a memóriacsipjét. A robot így újra tisztában lesz cybertroni emlékeivel, és jelenlegi küldetését is sikerül felidéznie, ami nem más, mint a többi autobot megmentése.
Az első évadban Bumblebee Windblade segítségével hozza helyre a memóriáját és közben nagy erőkkel keresik az autobot űrhajót, a Bárkát. Végül Bee viszontláthatja régi barátait.
Ez az évad főleg Bee-re koncentrál, valamint apránként rakja össze a történetet.
A második évadban több szereplő tűnik fel, autobot és álca egyaránt. Feltűnik az életadó Örökszikra, amiért ádáz küzdelem veszi kezdetét. Itt is ugyancsak Bee-re fókuszál a történet, de többek között Optimus Prime, Wheeljack, Starscream, és Shockwave is előtérbe kerül. 
Az évad végén az autobotok elhagyják a Földet  az űrhajójukon.
A harmadik évad immár a Cybertronon játszódik. Végül a két frakció kibékül, de kiderül, hogy egy Szimulációban élnek. 
Hot Rod segítségével visszakerülnek a valóságba, és felveszik a harcot az idegen, robotszerű lények ellen, akiket négyarcú vezérük irányít. 
Ez az évad már mellékszereplő státuszba teszi át Bumblebeet, Windbladet, és a többieket. Helyettük nagyobb szerepet kap Hot Rod, Whirl, Clobber és Soundwave.
Az évad folyamán megismerhetjük a Cybertron rejtett részeit is, és egy másik univerzumbeli Megatron-t is. De Optimus-nak és a többi autobotnak sikerül legyőzni, Astrotrain visszaviszi az univerzumába.
Az utolsó két részben, az Autobotok és az Álcák végre kibékülnek, de a Fosztogatók és Tarn közbeszólnak a békeszerződésbe.

## Szereplők
| Szereplő          | Eredeti hang                                                                                              | Magyar hang                                                                |
| Autobotok         | Autobotok                                                                                                 | Autobotok                                                                  |
| ----------------- | --- | -------------------------------------------------------------------------- |
| Bumblebee         | Jeremy Levy                                                                                               | Szokol Péter                                                               |
| Windblade         | Sophia Isabella                                                                                           | Makay Andrea                                                               |
| Optimus Prime     | Jake Tillman                                                                                              | Szélyes Imre                                                               |
| Grimlock          | Ryan Andes                                                                                                | Petridisz Hrisztosz                                                        |
| Wheeljack         | Billy Bob Thompson                                                                                        | Szrna Krisztián                                                            |
| Ratchet           | Todd Perlmutter                                                                                           | Bordás János (10. és 13. rész) Kapácsy Miklós (11 .rész)                   |
| Hot Rod           | Travis Artz                                                                                               | Varga Rókus (8. rész) Sörös Miklós (10. rész)                              |
| Blurr             | JC Ernst                                                                                                  | Kárpáti Levente                                                            |
| Prowl             | Dick Terhune                                                                                              | Fehérváry Márton                                                           |
| Arcee             | Jaime Lamchick                                                                                            |                                                                            |
| Chromia           | Latonia Phipps (10. rész) Jaime Lamchick (36-64. rész)                                                    |                                                                            |
| Rack'n'Ruin       | Jeremy Levy                                                                                               |                                                                            |
| Perceptor         | Jeremy Levy                                                                                               | Nincs                                                                      |
| Jetfire           | Jeremy Levy                                                                                               | Nincs                                                                      |
| Drift             | Mike Rose                                                                                                 | Nincs                                                                      |
| Kup               | Mike Rose                                                                                                 | Nincs                                                                      |
| Cheetor           | TJ Nelson                                                                                                 | Nincs                                                                      |
| Álcák             | |                                                                            |
| Megatron          | Marc Thompson                                                                                             | Molnár Kristóf                                                             |
| Starscream        | Billy Bob Thompson                                                                                        | Bácskai János (2. és 7-18. rész) Papucsek Vilmos (3-6. rész)               |
| Shockwave         | Ryan Andes                                                                                                | Bolla Róbert (6. rész) Sörös Miklós (11-18. rész)                          |
| Soundwave         | Marc Swint                                                                                                | Bácskai János (3. rész) Bolla Róbert (6. rész)                             |
| Shadow Striker    | Deanna McGovern                                                                                           | Sörös Miklós (3. rész) Sági Tímea (6. rész) Solecki Janka (9-18. rész)     |
| Slipstream        | Lianne Marie Dobbs                                                                                        | Bálint Adrienn (5. rész) Hám Bertalan (8. rész) Mohácsi Nóra (11-18. rész) |
| Thundercracker    | Ben Bott                                                                                                  | Hám Bertalan                                                               |
| Nova Storm        | Saskia Marx                                                                                               | Györfi Laura                                                               |
| Acid Storm        | Jaime Lamchick                                                                                            | Vámos Mónika (8. rész) Bálint Adrienn (14. rész)                           |
| Thrust            | Tomas Virgadula                                                                                           | Szabó Andor                                                                |
| Dirge             | Ryan Nicolls                                                                                              |                                                                            |
| Ramjet            | Mike Rose                                                                                                 |                                                                            |
| Lockdown          | Mike Rose                                                                                                 | Nincs                                                                      |
| Clobber           | Saskia Marx                                                                                               | Nincs                                                                      |
| Sky-Byte          | Marc Thompson                                                                                             | Nincs                                                                      |
| Dead End          | Xavier Paul                                                                                               | Nincs                                                                      |
| Astrotrain        | Mike Rose                                                                                                 | Nincs                                                                      |
| Bludgeon          | Ryan Nicolls                                                                                              | Nincs                                                                      |
| Wildwheel         | Rich Orlow                                                                                                | Nincs                                                                      |
| További szereplők | |                                                                            |
| Teletraan 1       | Mike Rose                                                                                                 | Szabó Andor                                                                |
| Teletraan X       | Mike Rose                                                                                                 | Németh Attila István                                                       |
| Maccadam          | Dick Terhune                                                                                              | Bolla Róbert                                                               |
| Alpha Trion       | Rich Orlow                                                                                                | Kajtár Róbert                                                              |
| Quintesson-ok     | |                                                                            |
| Quintesson Judge  | Jeremy Levy (Death) Dick Terhune (Chaos) Saskia Marx (Cruelty) Saskia Marx (Judgement) Tony Daniels (Ego) | Nincs                                                                      |
| Scientist         | Dick Terhune                                                                                              | Nincs                                                                      |
| Titánok           | |                                                                            |
| Croaton           | Tony Daniels                                                                                              | Nincs                                                                      |
| Iaconus           | Ryan Andes                                                                                                | Nincs                                                                      |
| Dweller           | Dick Terhune                                                                                              | Nincs                                                                      |
| Fosztogatók       | |                                                                            |
| Trypticon         | Billy Bob Thompson                                                                                        | Nincs                                                                      |
| Soundblaster      | Marc Thompson                                                                                             | Nincs                                                                      |
| Bug Bite          | Marc Thompson                                                                                             | Nincs                                                                      |
| Nightbird         | Jaime Lamchick                                                                                            | Nincs                                                                      |
| Afterburner       | Rich Orlow                                                                                                | Nincs                                                                      |
| Doublecrosser     | Ryan Andes                                                                                                | Nincs                                                                      |

## Magyar változat
A szinkront az SDI Media Hungary készítette.
- Produkciós vezető: Koleszár Emőke
- Felolvasó: Bozai József

## Epizódok

### Évados áttekintés
| Évad | Évad | Epizódok | Eredeti sugárzás    | Eredeti sugárzás   | Eredeti adó     | Magyar sugárzás   | Magyar sugárzás  | Magyar adó      |
| Évad | Évad | Epizódok | Évadpremier         | Évadfinálé         | Eredeti adó     | Évadpremier       | Évadfinálé       | Magyar adó      |
| ---- | ---- | -------- | ------------------- | ------------------ | --------------- | ----------------- | ---------------- | --------------- |
|      | 1    | 18       | 2018. szeptember 1. | 2018. november 11. | Cartoon Network | 2018. október 24. | 2019. március 2. | Cartoon Network |
|      | 2    | 18       | 2019. szeptember 7. | 2020. január 4.    | Cartoon Network | TBA               | TBA              | TBA             |
|      | 3    | 26       | 2020. március 15.   | 2020. június 7.    | Cartoon Network | TBA               | TBA              | TBA             |
|      | 4    | 2        | 2021. november 22.  | 2021. december 22  | Netflix         | TBA               | TBA              | TBA             |

### 1. évad (2018)
| #   | #   | Eredeti cím            | Magyar cím                | Rendezte                      | Írta                           | Eredeti premier      | Magyar premier     | Magyar premier     |
| #   | #   | Eredeti cím            | Magyar cím                | Rendezte                      | Írta                           | Eredeti premier      | Cartoon Network    | YouTube            |
| --- | --- | ---------------------- | ------------------------- | ----------------------------- | ------------------------------ | -------------------- | ------------------ | ------------------ |
| 1.  | 1.  | Fractured              | Vidáman összetörve        | Robert Cullen, Ehud Landsberg | Randolph Heard                 | 2018. szeptember 1.  | 2018. október 27.  | 2018. október 24.  |
| 2.  | 2.  | Memory                 | Emlékek                   | Jean Texier                   | Zac Atkinson                   | 2018. szeptember 8.  | 2018. október 27.  | 2018. október 28.  |
| 3.  | 3.  | AllSpark               | Az Örök Szikra            | Robert Cullen, Ehud Landsberg | Gavin Hignight                 | 2018. szeptember 15. | 2018. október 28.  | 2018. november 4.  |
| 4.  | 4.  | The Journey            | Utazás                    | Jean Texier                   | Eugene Son                     | 2018. szeptember 22. | 2018. október 28.  | 2018. november 11. |
| 5.  | 5.  | Whiteout               | Hideg közeg               | Robert Cullen, Ehud Landsberg | Kate Leth                      | 2018. szeptember 28. | 2018. november 17. | 2019. január 5.    |
| 6.  | 6.  | Megatron Is My Hero    | Megatron, a hős           | Jean Texier                   | Peter Di Cicco                 | 2018. szeptember 30. | 2018. november 17. | 2019. január 6.    |
| 7.  | 7.  | Cube                   | Kocka                     | Robert Cullen, Ehud Landsberg | Randolph Heard                 | 2018. október 7.     | 2018. november 18. | 2019. január 12.   |
| 8.  | 8.  | Terminal Velocity      | Halálos iramban           | Jean Texier                   | Gavin Hignight                 | 2018. október 7.     | 2018. november 18. | 2019. január 13.   |
| 9.  | 9.  | Shadowstriker          | Shadowstriker             | Robert Cullen, Ehud Landsberg | Kate Leth                      | 2018. október 14.    | 2018. december 8.  | 2019. január 26.   |
| 10. | 10. | MacCadam's             | MacCadam's                | Jean Texier                   | Zac Atkinson                   | 2018. október 14.    | 2018. december 8.  | 2019. január 27.   |
| 11. | 11. | Sabotage               | Szabotázs                 | Ehud Landsberg                | Dan Salgarolo                  | 2018. október 21.    | 2018. december 9.  | 2019. február 9.   |
| 12. | 12. | Teletraan-X            | Teletraan-X               | Jean Texier                   | Kevin Burke, Chris "Doc" Wyatt | 2018. október 21.    | 2018. december 9.  | 2019. február 10.  |
| 13. | 13. | Matrix of Leadership   | A vezetés mátrixa         | Ehud Landsberg                | Brandon Auman                  | 2018. október 28.    | 2019. február 23.  |                    |
| 14. | 14. | Siloed                 | Silóban                   | Jean Texier                   | Mairghread Scott               | 2018. október 28.    | 2019. február 23.  |                    |
| 15. | 15. | King of the Dinosaurs  | A dinók királya           | Ehud Landsberg                | Randolph Heard                 | 2018. november 4.    | 2019. február 24.  |                    |
| 16. | 16. | The Extinction Event   | Kihalásra felkészülni!    | Jean Texier                   | Kate Leth                      | 2018. november 4.    | 2019. február 24.  |                    |
| 17. | 17. | Awaken Sleeping Giants | Ébredjetek, alvó óriások! | Ehud Landsberg                | Zac Atkinson                   | 2018. november 11.   | 2019. március 2.   |                    |
| 18. | 18. | Eruption               | Kitörés                   | Jean Texier                   | Gavin Hignight                 | 2018. november 11.   | 2019. március 2.   |                    |

### 2. évad:Power of the Spark(2019-2020)
| #   | #   | Eredeti cím                         | Rendezte       | Írta              | Eredeti premier      |
| --- | --- | ----------------------------------- | -------------- | ----------------- | -------------------- |
| 19. | 1.  | Sea of Tranquility                  | Jean Texier    | Randolph Heard    | 2019. szeptember 7.  |
| 20. | 2.  | Bad Moon Rising                     | Ehud Landsberg | Gavin Hignight    | 2019. szeptember 14. |
| 21. | 3.  | The Visitor                         | Jean Texier    | Zac Atkinson      | 2019. szeptember 21. |
| 22. | 4.  | Bring Me the Spark of Optimus Prime | Ehud Landsberg | Mae Catt          | 2019. szeptember 28. |
| 23. | 5.  | Trials                              | Jean Texier    | Peter Di Cicco    | 2019. október 5.     |
| 24. | 6.  | Dark Birth                          | Ehud Landsberg | Randolph Heard    | 2019. október 12.    |
| 25. | 7.  | Parley                              | Jean Texier    | Gavin Hignight    | 2019. október 19.    |
| 26. | 8.  | Starscream's Children               | Ehud Landsberg | Mae Catt          | 2019. október 26.    |
| 27. | 9.  | Spotted                             | Jean Texier    | Zac Atkinson      | 2019. november 2.    |
| 28. | 10. | Secret Science                      | Ehud Landsberg | Dan Salgarolo     | 2019. november 9.    |
| 29. | 11. | Infinite Vendetta                   | Jean Texier    | Zac Atkinson      | 2019. november 16.   |
| 30. | 12. | I Am the Allspark                   | Ehud Landsberg | Mae Catt          | 2019. november 23.   |
| 31. | 13. | Escape From Earth                   | Jean Texier    | Mae Catt          | 2019. november 30.   |
| 32. | 14. | Party Down                          | Ehud Landsberg | Andrew Robinson   | 2019. december 7.    |
| 33. | 15. | Wiped Out                           | Jean Texier    | Benjamin Townsend | 2019. december 14.   |
| 34. | 16. | Ghost Town                          | Ehud Landsberg | Gavin Hignight    | 2019. december 21.   |
| 35. | 17. | Perfect Storm                       | Jean Texier    | Zac Atkinson      | 2019. december 28.   |
| 36. | 18. | The Crossroads                      | Ehud Landsberg | Randolph Heard    | 2020. január 4.      |

### 3. évad:Bumblebee Cyberverse Adventures(2020)
| #   | #   | Eredeti cím                            | Rendezte       | Írta                                                  | Eredeti premier   |
| --- | --- | -------------------------------------- | -------------- | ----------------------------------------------------- | ----------------- |
| 37. | 1.  | Battle for Cybertron I                 | Jean Texier    | Randolph Heard                                        | 2020. március 15. |
| 38. | 2.  | Battle for Cybertron II                | Jean Texier    | Randolph Heard                                        | 2020. március 15. |
| 39. | 3.  | Battle for Cybertron III               | Jean Texier    | Randolph Heard                                        | 2020. március 15. |
| 40. | 4.  | Battle for Cybertron IV                | Jean Texier    | Randolph Heard                                        | 2020. március 15. |
| 41. | 5.  | The Loop                               | Ehud Landsberg | Gavin Hignight                                        | 2020. március 22. |
| 42. | 6.  | The Dead End                           | Ehud Landsberg | Mae Catt                                              | 2020. március 22. |
| 43. | 7.  | The Sleeper                            | Ehud Landsberg | Dan Salgarolo                                         | 2020. március 29. |
| 44. | 8.  | The Citizen                            | Ehud Landsberg | Zac Atkinson                                          | 2020. március 29. |
| 45. | 9.  | The Trial                              | Jean Texier    | Eugene Son                                            | 2020. április 5.  |
| 46. | 10. | The Prisoner                           | Ehud Landsberg | Gavin Hignight                                        | 2020. április 5.  |
| 47. | 11. | The Scientist                          | Jean Texier    | Mae Catt                                              | 2020. április 12. |
| 48. | 12. | The Alliance                           | Ehud Landsberg | Dan Salgarolo                                         | 2020. április 12. |
| 49. | 13. | The Judge                              | Jean Texier    | Zac Atkinson                                          | 2020. április 19. |
| 50. | 14. | The End of the Universe I              | Ehud Landsberg | Zac Atkinson, Mae Catt, Gavin Hignight, Dan Salgarolo | 2020. április 26. |
| 51. | 15. | The End of the Universe II             | Ehud Landsberg | Zac Atkinson, Mae Catt, Gavin Hignight, Dan Salgarolo | 2020. április 26. |
| 52. | 16. | The End of the Universe III            | Ehud Landsberg | Zac Atkinson, Mae Catt, Gavin Hignight, Dan Salgarolo | 2020. április 26. |
| 53. | 17. | The End of the Universe IV             | Ehud Landsberg | Zac Atkinson, Mae Catt, Gavin Hignight, Dan Salgarolo | 2020. április 26. |
| 54. | 18. | Enemy Line                             | Jean Texier    | Gavin Hignight                                        | 2020. május 3.    |
| 55. | 19. | Thunderhowl                            | Ehud Landsberg | Mae Catt                                              | 2020. május 17.   |
| 56. | 20. | Wild Wild Wheel                        | Jean Texier    | Dan Salgarolo                                         | 2020. május 17.   |
| 57. | 21. | Alien Hunt! With Meteorfire and Cosmos | Ehud Landsberg | Zac Atkinson                                          | 2020. május 24.   |
| 58. | 22. | Journey to the Valley of Repugnus      | Jean Texier    | Dan Salgarolo                                         | 2020. május 24.   |
| 59. | 23. | Rack N' Ruin N' Ratchet                | Ehud Landsberg | Mae Catt                                              | 2020. május 31.   |
| 60. | 24. | Dweller in the Depths                  | Jean Texier    | Zac Atkinson                                          | 2020. május 31.   |
| 61. | 25. | Silent Strike                          | Jean Texier    | Gavin Hignight                                        | 2020. június 7.   |
| 62. | 26. | The Other One                          | Jean Texier    | Randolph Heard                                        | 2020. június 7.   |

### 4. évad:Bumblebee Cyberverse Adventures(2021)
| #   | #  | Eredeti cím            | Rendezte       | Írta                             | Eredeti premier    |
| --- | -- | ---------------------- | -------------- | -------------------------------- | ------------------ |
| 63. | 1. | The Immobilizers       | Ehud Landsberg | Zac Atkinson, Dan Salgarolo      | 2021. november 22. |
| 64. | 2. | The Perfect Decepticon | Ehud Landsberg | Gavin Hignight, Maasai Singleton | 2021. december 22. |